# Inre Torgrund
Inre Torgrund est une île du nord Kvarken à Vaasa en Finlande,.

## Géographie
L'île est située à environ 11 kilomètres à l'ouest de Vaasa. 
La superficie de l'île est de 2,12 kilomètres carrés et sa longueur maximale est de 2,8 kilomètres dans la direction nord-sud.